# Efigenio Amezúa
Efigenio Amezúa Ortega (Palencia, 1941-Madrid, 23 de julio de 2024) fue sexólogo, doctor en Ciencias de la familia y la sexualidad, director del Instituto de Sexología Incisex, Estudios de Posgrado de Sexología Incisex – Universidad de Alcalá de Henares, y del Máster en Sexología: educación y asesoramiento sexual. Fue también fundador (1979) y editor de la Revista Española de Sexología. 

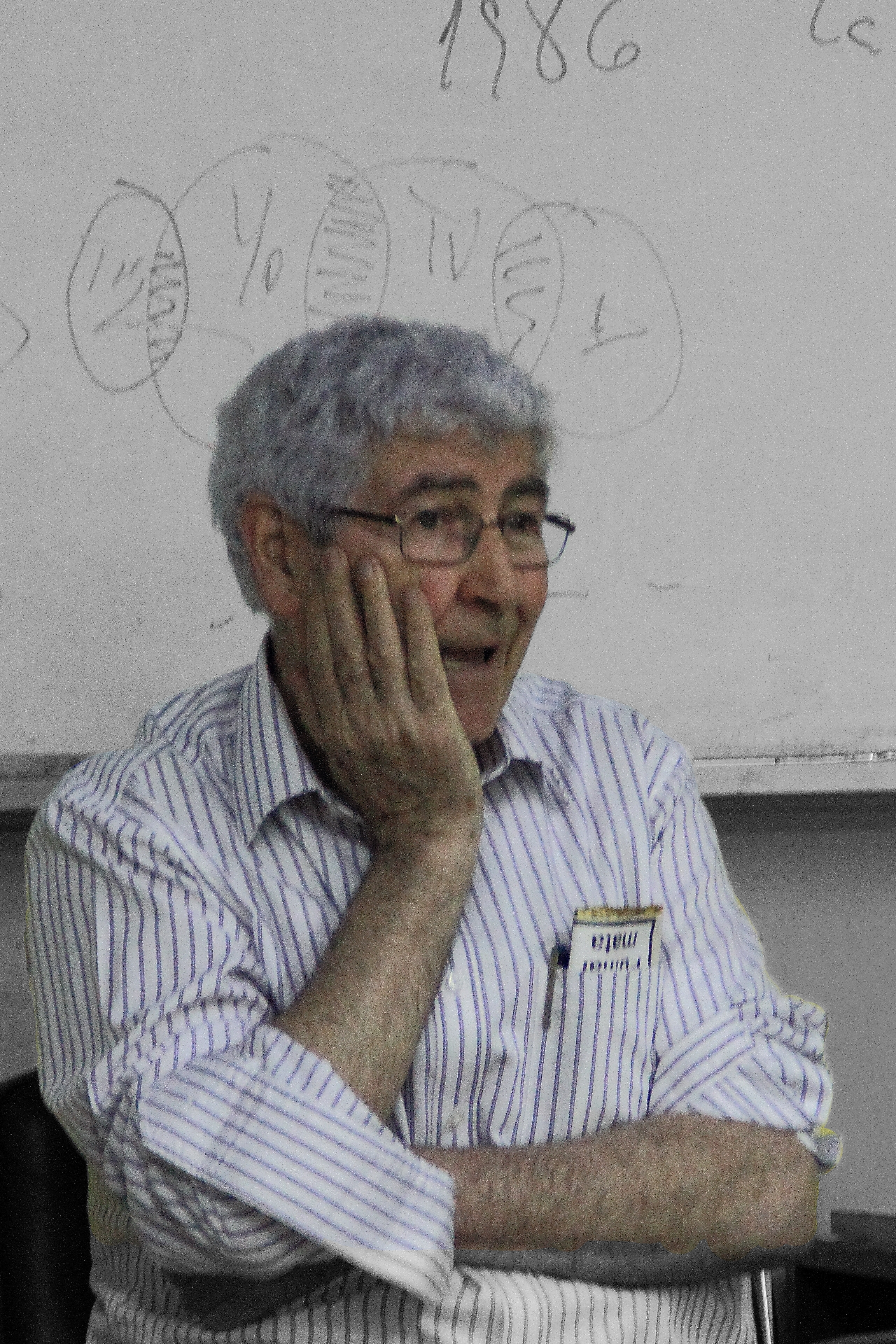
Efigenio Amezúa

## Biografía
Nacido en Palencia en 1941. Licenciado en Ciencias de la familia y la sexualidad con la memoria de licenciatura  La importancia del lenguaje en el pensamiento contemporáneo y sus repercusiones en el lenguaje religioso y doctorado bajo la dirección de Victor Haylen, en la Universidad Católica de Lovaina (Bélgica) con la tesis  Sexualidad y religiosidad: las dimensiones del sujeto dialogal en la cultura de Occidente: ensayo preludio al tema de la ternura como estructuración de la pareja.  De 1971 a 1983 fue miembro del equipo de Educación para la Salud del Ministerio de Sanidad. De 1973 a 1984 fue profesor asociado de Sexología en la Facultad de Psicología de la Universidad Complutense de Madrid y encargado del Seminario de Sexopatía y Criminalidad en el Instituto de Criminología.
Combinando sus actividades con la consulta de sexología, fue director y autor de los cuadernos centrales de la Revista Convivencia sexual (1974-1979) y de 1974 a 1978, autor de los cuadernos de educación sexual del Ministerio de Sanidad. En 1976 participa en la fundación de la Sociedad Española de Sexología de la que fue presidente de 1980 a 1984.
En 1975 funda el Incisex (Instituto de Ciencias Sexológicas), centro decano de la Formación Superior de Sexología en España, y el programa de formación de Posgrado de Sexología, que ofrece el Máster en Sexología (educación y asesoramiento sexológico), en convenio con la Universidad de Alcalá de Henares ininterrumpidamente desde 1992.
En 1979 funda y dirige la Revista Española de Sexología, serie de monografías de aparición bimensual, actualmente en el n.º 175. Es también socio de honor de la Asociación Española de Profesionales de la Sexología (AEPS).

## Obra
Suele dividirse su obra en tres etapas:

1) Hasta los años 80, dedicada básicamente a la divulgación;

2) De los años 90 a mediados del 2000, la investigación histórica y conceptual;

3) Del 2002 hasta su muerte, síntesis de la sexología como disciplina orientada a la enseñanza básica y superior.
Es fundacional La sexología como ciencia: Esbozo de un enfoque coherente del hecho sexual humano, su ponencia inaugural de la I Semana de estudios sexológicos de Euskadi, celebrada en Vitoria del 9 al 14 de abril de 1979, donde articula un cuadro de referencias básicas para la comprensión de los sujetos sexuados, a través de tres conceptos: sexo, sexualidad y erótica.
Posteriormente, su modelo del hecho sexual humano se irá refinando (1999) hasta su formulación final (2003) con seis conceptos o campos conceptuales: Sexuación, Sexualidad, Erótica, Ars Amandi o Amatoria, Pareja y Procreación. Esos seis conceptos se ordenarán en un mapa general del hecho sexual humano.
Fruto de su estudio de la primera generación de sexólogos (Magnus Hirschfeld, Havelock Ellis, Iwan Bloch...), Amezúa considera como gran hallazgo de esta generación el axioma de que el sexo es un valor.
Frente a la idea del sexo como riesgo o peligro, el concepto moderno de sexo aporta el valor de sexuar a los sujetos, esto es, los hace sujetos sexuados, cada cual de una manera singular. Nombra así como sexología substantiva o sexología sustantiva a esta línea teórica como forma de diferenciarse de otras más cercanas al riesgo o la salud.
De la sexuación se deriva, apunta Amezúa, su valor primordial: “los sujetos se atraen y se comparten, crean relaciones. Los sexos están estructurados para compartirse. Su diferenciación es justamente la clave de sus posibles encuentros”.
Obras de la primera etapa:
1. Ciclos de educación sexual. Ed. Fontanella, 1973

2. La erótica española en sus comienzos. Bolsillo Fontanella, 1974

3. Otra sexualidad. A la búsqueda de una nueva dimensión. Ed. Sedmay, 1975

4. Convivencia sexual. (90 fascículos, siete volúmenes). Ed. Sedmay, 1975-1978

5. Cuadernos de educación sexual. Serie de 6 cuad. Dirección General de Sanidad, 1976

6. Para hacer el amor como personas. Ed. Sedmay 1976

7. Sexualidad y religiosidad. Ed. Guadarrama, Fundación March, 1976

8. Amor, sexo y ternura. Ed. Adra, 1977

9. País en pubertad, pareja en crisis. Ed. Personas,1978

10. Guía de los anticonceptivos (con N. Foucart), Ed. Lyder, en col. con N. Foucart, 1978

11. El desafío sexual. Ed. Bruguera, 1979

12. Curso de Educación sexual. Revista Vida Sanitaria, Ed. Lyder, 1980
Obras de la segunda etapa:
A. Serie Investigación:

- Cien años de temática sexual, 1851-1950. Repertorio y Análisis, Revista Española de Sexología, n.º 48, 1991.

- Sexología, cuestiones de fondo y forma, Revista Española de Sexología, n.º 49 - 50, 1992.

- Los hijos de don Santiago. Paseo por el casco histórico de la sexología, Revista Española de Sexología, n.º 59-60, 1993.

- Diez textos breves, Revista Española de Sexología, nº91, 1999.
B. Serie Universidad: 

1. Teoría de los sexos. La letra pequeña de la sexología, Revista Española de Sexología, n.º 95-96, 1999.

2. Asesoramiento de los sexos. La letra pequeña del asesoramiento y la terapia sexual , Revista Española de Sexología, n.º 99-100, 2000.

3. Educación de los sexos. La letra pequeña de la educación sexual, Revista Española de Sexología, nº107-108, 2001.

4. El sexo: historia de una idea. La letra pequeña de la episteme sexológica, Revista Española de Sexología, n.º 115-116, 2003.

5. Sexologemas. Cuando los genitalia no dejan ver el sexo, Revista Española de Sexología, n.º 135-136, 2006.
Obras de la tercera etapa:
A. Serie Centros de enseñanza: El libro de los sexos, (con Nadette Foucart)

Libros de texto de la asignatura optativa de educación sexual (de uso interno del In.Ci.Sex)

1. Los preliminaes. Etapa de educación Infantil (2002)

2. Mi primer contacto con el sexo. Etapa de educación primaria (2003)

3. El mapa general y sus rutas temáticas. Etapa de la e.s.o. (2004)

4. La modernización del sexo y sus debates. Etapa de bachillerato y FP/CF, (2005)

5. Guía para el profesorado. Introducciones, bases teóricas y didácticas. Esquemas, diálogos y controversias, Revista Española de Sexología, n.º 127-128, y 129, 2005.
B. Serie Los seres cortados. Un ensayo en forma de relato (con Nadette Foucart)

1. La ciudad de las preguntas, Revista Española de Sexología, n.º 141-142, 2007 y Edic. Bubok 2008

2. La ciudad bajo la nube, Revista Española de Sexología, n.º 143-144, 2007 y Edic. Bubok 2009

3. La pequeña ciudad del ars amandi, Revista Española de Sexología, n.º 147-148, 2008 y Edic. Bubok 2009

4. El libro de los sexos en la gran ciudad, Revista Española de Sexología, n.º 149-150, 2008

5. La ciudad que se ocupaba del amor, Revista Española de Sexología, n.º 155-156, 2009.
C. Serie Una historia fantástica. El amor contado a los niños (con Nadette Foucart)

1. El origen del amor. Edic. Ebook, 2010

2. La niña de las preguntas. Edic. Ebook, 2010

3. Los seres diminutos. Edic. Ebook, 2010

4. La palabra más chocante. Edic. Ebook, 2010

5. El puzzle de los colores. Edic. Ebook, 2010

6. Estar en-amor-a-dos. Edic. Ebook, 2010

7. ¿Hacer un hijo? Cómo y cuándo. Edic. Ebook, 2010

8. Mini-excursión a Porneia. Edic. Ebook, 2010

9. El mundo de los adultos. Edic. Ebook, 2010

10. Regalos y sorpresas. Edic. Ebook, 2010

## Artículos
- ¿Qué sexología clínica?, Anuario de Sexología, 1995, pp. 21-26.
- La nueva criminalización del concepto del sexo (una historia de ciclo corto dentro de otra de ciclo largo), Anuario de Sexología, 1997, pp. 5-14.
- Cuestiones históricas y conceptuales: El paradigma del hecho sexual, o sea de los sexos, en los siglos XIX y XX, Anuario de Sexología, 1998, pp. 5-20.
- Líneas de intervención en sexología. El continuo “Sex therapy-Sex counselling-Sex education” en el nuevo Ars Amandi, Anuario de Sexología, 1999, pp. 47-68.
- En el XXX aniversario de Human Sexual Inadequacy: La terapia sexual de Masters y Johnson desde el marco de la Sexología: concepto y claves básicas, Anuario de Sexología, 2000, pp. 5-14.
- Amezúa, E. (2003): El nuevo Ars amandi de los sexos. En Martínez, F. (Dir): La erótica del encuentro. Jornadas de discapacidad y vida sexual. Cocemfe, Asturias, pp. 9-20.
- La línea política de la reforma sexual, Anuario de Sexología, 2004, pp. 157-172.
- Amezúa, E. (2007): Educación sexual: las dificultades añadidas. En Franco, M., Orihuela, T., Cantero L. (coords): Sexualidad y Mujer con Discapacidad. Aportaciones, Buenas prácticas y Guías. Edintras, Valladolid. Archivado el 20 de enero de 2022 en Wayback Machine.
- Avances en educación sexual. La asignatura de los sexos, Anuario de sexología, 2008, pp. 139-154.
- Los hijos de Don Santiago. Paseo por el casco antiguo de nuestra sexología, Revista Española de Sexología, 1993, n.º 59-60.